# Chabanaudia boulengeri
Chabanaudia boulengeri är en ödleart som beskrevs av  Paul Chabanaud 1917. Chabanaudia boulengeri ingår i släktet Chabanaudia och familjen skinkar. Inga underarter finns listade i Catalogue of Life.